# Conophytum marnierianum
Conophytum marnierianum är en isörtsväxtart som beskrevs av A. Tisch. och Hermann Jacobsen. Conophytum marnierianum ingår i släktet Conophytum, och familjen isörtsväxter. Inga underarter finns listade i Catalogue of Life.